# 伊丽莎白·戴高乐
伊丽莎白·雅克利娜·玛丽·阿涅斯·戴高乐（法語：Élisabeth Jacqueline Marie Agnès de Gaulle；1924年5月15日—2013年4月2日），是法国总统夏尔·戴高乐与伊冯娜·戴高乐的小女儿，嫁给了法国陆军参谋长阿兰·德·波瓦西厄。